# 1434
Portal Geschichte | Portal Biografien | Aktuelle Ereignisse | Jahreskalender | Tagesartikel

◄ |
14. Jahrhundert |
15. Jahrhundert
| 16. Jahrhundert | ►

◄ |
1400er |
1410er |
1420er |
1430er
| 1440er | 1450er | 1460er | ►

◄◄ |
◄ |
1430 |
1431 |
1432 |
1433 |
1434
| 1435 | 1436 | 1437 | 1438 | ► | ►►
Staatsoberhäupter  · Nekrolog
| Januar | Januar | Januar | Januar | Januar | Januar | Januar | Januar |
| Kw     | Mo     | Di     | Mi     | Do     | Fr     | Sa     | So     |
| ------ | ------ | ------ | ------ | ------ | ------ | ------ | ------ |
| 53     |        |        |        |        | 1      | 2      | 3      |
| 1      | 4      | 5      | 6      | 7      | 8      | 9      | 10     |
| 2      | 11     | 12     | 13     | 14     | 15     | 16     | 17     |
| 3      | 18     | 19     | 20     | 21     | 22     | 23     | 24     |
| 4      | 25     | 26     | 27     | 28     | 29     | 30     | 31     |

| Februar | Februar | Februar | Februar | Februar | Februar | Februar | Februar |
| Kw      | Mo      | Di      | Mi      | Do      | Fr      | Sa      | So      |
| ------- | ------- | ------- | ------- | ------- | ------- | ------- | ------- |
| 5       | 1       | 2       | 3       | 4       | 5       | 6       | 7       |
| 6       | 8       | 9       | 10      | 11      | 12      | 13      | 14      |
| 7       | 15      | 16      | 17      | 18      | 19      | 20      | 21      |
| 8       | 22      | 23      | 24      | 25      | 26      | 27      | 28      |

| März | März | März | März | März | März | März | März |
| Kw   | Mo   | Di   | Mi   | Do   | Fr   | Sa   | So   |
| ---- | ---- | ---- | ---- | ---- | ---- | ---- | ---- |
| 9    | 1    | 2    | 3    | 4    | 5    | 6    | 7    |
| 10   | 8    | 9    | 10   | 11   | 12   | 13   | 14   |
| 11   | 15   | 16   | 17   | 18   | 19   | 20   | 21   |
| 12   | 22   | 23   | 24   | 25   | 26   | 27   | 28   |
| 13   | 29   | 30   | 31   |      |      |      |      |

| April | April | April | April | April | April | April | April |
| Kw    | Mo    | Di    | Mi    | Do    | Fr    | Sa    | So    |
| ----- | ----- | ----- | ----- | ----- | ----- | ----- | ----- |
| 13    |       |       |       | 1     | 2     | 3     | 4     |
| 14    | 5     | 6     | 7     | 8     | 9     | 10    | 11    |
| 15    | 12    | 13    | 14    | 15    | 16    | 17    | 18    |
| 16    | 19    | 20    | 21    | 22    | 23    | 24    | 25    |
| 17    | 26    | 27    | 28    | 29    | 30    |       |       |

| Mai | Mai | Mai | Mai | Mai | Mai | Mai | Mai |
| Kw  | Mo  | Di  | Mi  | Do  | Fr  | Sa  | So  |
| --- | --- | --- | --- | --- | --- | --- | --- |
| 17  |     |     |     |     |     | 1   | 2   |
| 18  | 3   | 4   | 5   | 6   | 7   | 8   | 9   |
| 19  | 10  | 11  | 12  | 13  | 14  | 15  | 16  |
| 20  | 17  | 18  | 19  | 20  | 21  | 22  | 23  |
| 21  | 24  | 25  | 26  | 27  | 28  | 29  | 30  |
| 22  | 31  |     |     |     |     |     |     |

| Juni | Juni | Juni | Juni | Juni | Juni | Juni | Juni |
| Kw   | Mo   | Di   | Mi   | Do   | Fr   | Sa   | So   |
| ---- | ---- | ---- | ---- | ---- | ---- | ---- | ---- |
| 22   |      | 1    | 2    | 3    | 4    | 5    | 6    |
| 23   | 7    | 8    | 9    | 10   | 11   | 12   | 13   |
| 24   | 14   | 15   | 16   | 17   | 18   | 19   | 20   |
| 25   | 21   | 22   | 23   | 24   | 25   | 26   | 27   |
| 26   | 28   | 29   | 30   |      |      |      |      |

| Juli | Juli | Juli | Juli | Juli | Juli | Juli | Juli |
| Kw   | Mo   | Di   | Mi   | Do   | Fr   | Sa   | So   |
| ---- | ---- | ---- | ---- | ---- | ---- | ---- | ---- |
| 26   |      |      |      | 1    | 2    | 3    | 4    |
| 27   | 5    | 6    | 7    | 8    | 9    | 10   | 11   |
| 28   | 12   | 13   | 14   | 15   | 16   | 17   | 18   |
| 29   | 19   | 20   | 21   | 22   | 23   | 24   | 25   |
| 30   | 26   | 27   | 28   | 29   | 30   | 31   |      |

| August | August | August | August | August | August | August | August |
| Kw     | Mo     | Di     | Mi     | Do     | Fr     | Sa     | So     |
| ------ | ------ | ------ | ------ | ------ | ------ | ------ | ------ |
| 30     |        |        |        |        |        |        | 1      |
| 31     | 2      | 3      | 4      | 5      | 6      | 7      | 8      |
| 32     | 9      | 10     | 11     | 12     | 13     | 14     | 15     |
| 33     | 16     | 17     | 18     | 19     | 20     | 21     | 22     |
| 34     | 23     | 24     | 25     | 26     | 27     | 28     | 29     |
| 35     | 30     | 31     |        |        |        |        |        |

| September | September | September | September | September | September | September | September |
| Kw        | Mo        | Di        | Mi        | Do        | Fr        | Sa        | So        |
| --------- | --------- | --------- | --------- | --------- | --------- | --------- | --------- |
| 35        |           |           | 1         | 2         | 3         | 4         | 5         |
| 36        | 6         | 7         | 8         | 9         | 10        | 11        | 12        |
| 37        | 13        | 14        | 15        | 16        | 17        | 18        | 19        |
| 38        | 20        | 21        | 22        | 23        | 24        | 25        | 26        |
| 39        | 27        | 28        | 29        | 30        |           |           |           |

| Oktober | Oktober | Oktober | Oktober | Oktober | Oktober | Oktober | Oktober |
| Kw      | Mo      | Di      | Mi      | Do      | Fr      | Sa      | So      |
| ------- | ------- | ------- | ------- | ------- | ------- | ------- | ------- |
| 39      |         |         |         |         | 1       | 2       | 3       |
| 40      | 4       | 5       | 6       | 7       | 8       | 9       | 10      |
| 41      | 11      | 12      | 13      | 14      | 15      | 16      | 17      |
| 42      | 18      | 19      | 20      | 21      | 22      | 23      | 24      |
| 43      | 25      | 26      | 27      | 28      | 29      | 30      | 31      |

| November | November | November | November | November | November | November | November |
| Kw       | Mo       | Di       | Mi       | Do       | Fr       | Sa       | So       |
| -------- | -------- | -------- | -------- | -------- | -------- | -------- | -------- |
| 44       | 1        | 2        | 3        | 4        | 5        | 6        | 7        |
| 45       | 8        | 9        | 10       | 11       | 12       | 13       | 14       |
| 46       | 15       | 16       | 17       | 18       | 19       | 20       | 21       |
| 47       | 22       | 23       | 24       | 25       | 26       | 27       | 28       |
| 48       | 29       | 30       |          |          |          |          |          |

| Dezember | Dezember | Dezember | Dezember | Dezember | Dezember | Dezember | Dezember |
| Kw       | Mo       | Di       | Mi       | Do       | Fr       | Sa       | So       |
| -------- | -------- | -------- | -------- | -------- | -------- | -------- | -------- |
| 48       |          |          | 1        | 2        | 3        | 4        | 5        |
| 49       | 6        | 7        | 8        | 9        | 10       | 11       | 12       |
| 50       | 13       | 14       | 15       | 16       | 17       | 18       | 19       |
| 51       | 20       | 21       | 22       | 23       | 24       | 25       | 26       |
| 52       | 27       | 28       | 29       | 30       | 31       |          |          |

| Januar | Januar | Januar | Januar | Januar | Januar | Januar | Januar |
| Kw     | Mo     | Di     | Mi     | Do     | Fr     | Sa     | So     |
| ------ | ------ | ------ | ------ | ------ | ------ | ------ | ------ |
| 53     |        |        |        |        | 1      | 2      | 3      |
| 1      | 4      | 5      | 6      | 7      | 8      | 9      | 10     |
| 2      | 11     | 12     | 13     | 14     | 15     | 16     | 17     |
| 3      | 18     | 19     | 20     | 21     | 22     | 23     | 24     |
| 4      | 25     | 26     | 27     | 28     | 29     | 30     | 31     |

| Februar | Februar | Februar | Februar | Februar | Februar | Februar | Februar |
| Kw      | Mo      | Di      | Mi      | Do      | Fr      | Sa      | So      |
| ------- | ------- | ------- | ------- | ------- | ------- | ------- | ------- |
| 5       | 1       | 2       | 3       | 4       | 5       | 6       | 7       |
| 6       | 8       | 9       | 10      | 11      | 12      | 13      | 14      |
| 7       | 15      | 16      | 17      | 18      | 19      | 20      | 21      |
| 8       | 22      | 23      | 24      | 25      | 26      | 27      | 28      |

| März | März | März | März | März | März | März | März |
| Kw   | Mo   | Di   | Mi   | Do   | Fr   | Sa   | So   |
| ---- | ---- | ---- | ---- | ---- | ---- | ---- | ---- |
| 9    | 1    | 2    | 3    | 4    | 5    | 6    | 7    |
| 10   | 8    | 9    | 10   | 11   | 12   | 13   | 14   |
| 11   | 15   | 16   | 17   | 18   | 19   | 20   | 21   |
| 12   | 22   | 23   | 24   | 25   | 26   | 27   | 28   |
| 13   | 29   | 30   | 31   |      |      |      |      |

| April | April | April | April | April | April | April | April |
| Kw    | Mo    | Di    | Mi    | Do    | Fr    | Sa    | So    |
| ----- | ----- | ----- | ----- | ----- | ----- | ----- | ----- |
| 13    |       |       |       | 1     | 2     | 3     | 4     |
| 14    | 5     | 6     | 7     | 8     | 9     | 10    | 11    |
| 15    | 12    | 13    | 14    | 15    | 16    | 17    | 18    |
| 16    | 19    | 20    | 21    | 22    | 23    | 24    | 25    |
| 17    | 26    | 27    | 28    | 29    | 30    |       |       |

| Mai | Mai | Mai | Mai | Mai | Mai | Mai | Mai |
| Kw  | Mo  | Di  | Mi  | Do  | Fr  | Sa  | So  |
| --- | --- | --- | --- | --- | --- | --- | --- |
| 17  |     |     |     |     |     | 1   | 2   |
| 18  | 3   | 4   | 5   | 6   | 7   | 8   | 9   |
| 19  | 10  | 11  | 12  | 13  | 14  | 15  | 16  |
| 20  | 17  | 18  | 19  | 20  | 21  | 22  | 23  |
| 21  | 24  | 25  | 26  | 27  | 28  | 29  | 30  |
| 22  | 31  |     |     |     |     |     |     |

| Juni | Juni | Juni | Juni | Juni | Juni | Juni | Juni |
| Kw   | Mo   | Di   | Mi   | Do   | Fr   | Sa   | So   |
| ---- | ---- | ---- | ---- | ---- | ---- | ---- | ---- |
| 22   |      | 1    | 2    | 3    | 4    | 5    | 6    |
| 23   | 7    | 8    | 9    | 10   | 11   | 12   | 13   |
| 24   | 14   | 15   | 16   | 17   | 18   | 19   | 20   |
| 25   | 21   | 22   | 23   | 24   | 25   | 26   | 27   |
| 26   | 28   | 29   | 30   |      |      |      |      |

| Juli | Juli | Juli | Juli | Juli | Juli | Juli | Juli |
| Kw   | Mo   | Di   | Mi   | Do   | Fr   | Sa   | So   |
| ---- | ---- | ---- | ---- | ---- | ---- | ---- | ---- |
| 26   |      |      |      | 1    | 2    | 3    | 4    |
| 27   | 5    | 6    | 7    | 8    | 9    | 10   | 11   |
| 28   | 12   | 13   | 14   | 15   | 16   | 17   | 18   |
| 29   | 19   | 20   | 21   | 22   | 23   | 24   | 25   |
| 30   | 26   | 27   | 28   | 29   | 30   | 31   |      |

| August | August | August | August | August | August | August | August |
| Kw     | Mo     | Di     | Mi     | Do     | Fr     | Sa     | So     |
| ------ | ------ | ------ | ------ | ------ | ------ | ------ | ------ |
| 30     |        |        |        |        |        |        | 1      |
| 31     | 2      | 3      | 4      | 5      | 6      | 7      | 8      |
| 32     | 9      | 10     | 11     | 12     | 13     | 14     | 15     |
| 33     | 16     | 17     | 18     | 19     | 20     | 21     | 22     |
| 34     | 23     | 24     | 25     | 26     | 27     | 28     | 29     |
| 35     | 30     | 31     |        |        |        |        |        |

| September | September | September | September | September | September | September | September |
| Kw        | Mo        | Di        | Mi        | Do        | Fr        | Sa        | So        |
| --------- | --------- | --------- | --------- | --------- | --------- | --------- | --------- |
| 35        |           |           | 1         | 2         | 3         | 4         | 5         |
| 36        | 6         | 7         | 8         | 9         | 10        | 11        | 12        |
| 37        | 13        | 14        | 15        | 16        | 17        | 18        | 19        |
| 38        | 20        | 21        | 22        | 23        | 24        | 25        | 26        |
| 39        | 27        | 28        | 29        | 30        |           |           |           |

| Oktober | Oktober | Oktober | Oktober | Oktober | Oktober | Oktober | Oktober |
| Kw      | Mo      | Di      | Mi      | Do      | Fr      | Sa      | So      |
| ------- | ------- | ------- | ------- | ------- | ------- | ------- | ------- |
| 39      |         |         |         |         | 1       | 2       | 3       |
| 40      | 4       | 5       | 6       | 7       | 8       | 9       | 10      |
| 41      | 11      | 12      | 13      | 14      | 15      | 16      | 17      |
| 42      | 18      | 19      | 20      | 21      | 22      | 23      | 24      |
| 43      | 25      | 26      | 27      | 28      | 29      | 30      | 31      |

| November | November | November | November | November | November | November | November |
| Kw       | Mo       | Di       | Mi       | Do       | Fr       | Sa       | So       |
| -------- | -------- | -------- | -------- | -------- | -------- | -------- | -------- |
| 44       | 1        | 2        | 3        | 4        | 5        | 6        | 7        |
| 45       | 8        | 9        | 10       | 11       | 12       | 13       | 14       |
| 46       | 15       | 16       | 17       | 18       | 19       | 20       | 21       |
| 47       | 22       | 23       | 24       | 25       | 26       | 27       | 28       |
| 48       | 29       | 30       |          |          |          |          |          |

| Dezember | Dezember | Dezember | Dezember | Dezember | Dezember | Dezember | Dezember |
| Kw       | Mo       | Di       | Mi       | Do       | Fr       | Sa       | So       |
| -------- | -------- | -------- | -------- | -------- | -------- | -------- | -------- |
| 48       |          |          | 1        | 2        | 3        | 4        | 5        |
| 49       | 6        | 7        | 8        | 9        | 10       | 11       | 12       |
| 50       | 13       | 14       | 15       | 16       | 17       | 18       | 19       |
| 51       | 20       | 21       | 22       | 23       | 24       | 25       | 26       |
| 52       | 27       | 28       | 29       | 30       | 31       |          |          |

## Ereignisse

### Politik und Weltgeschehen

#### Mittel- und Osteuropa

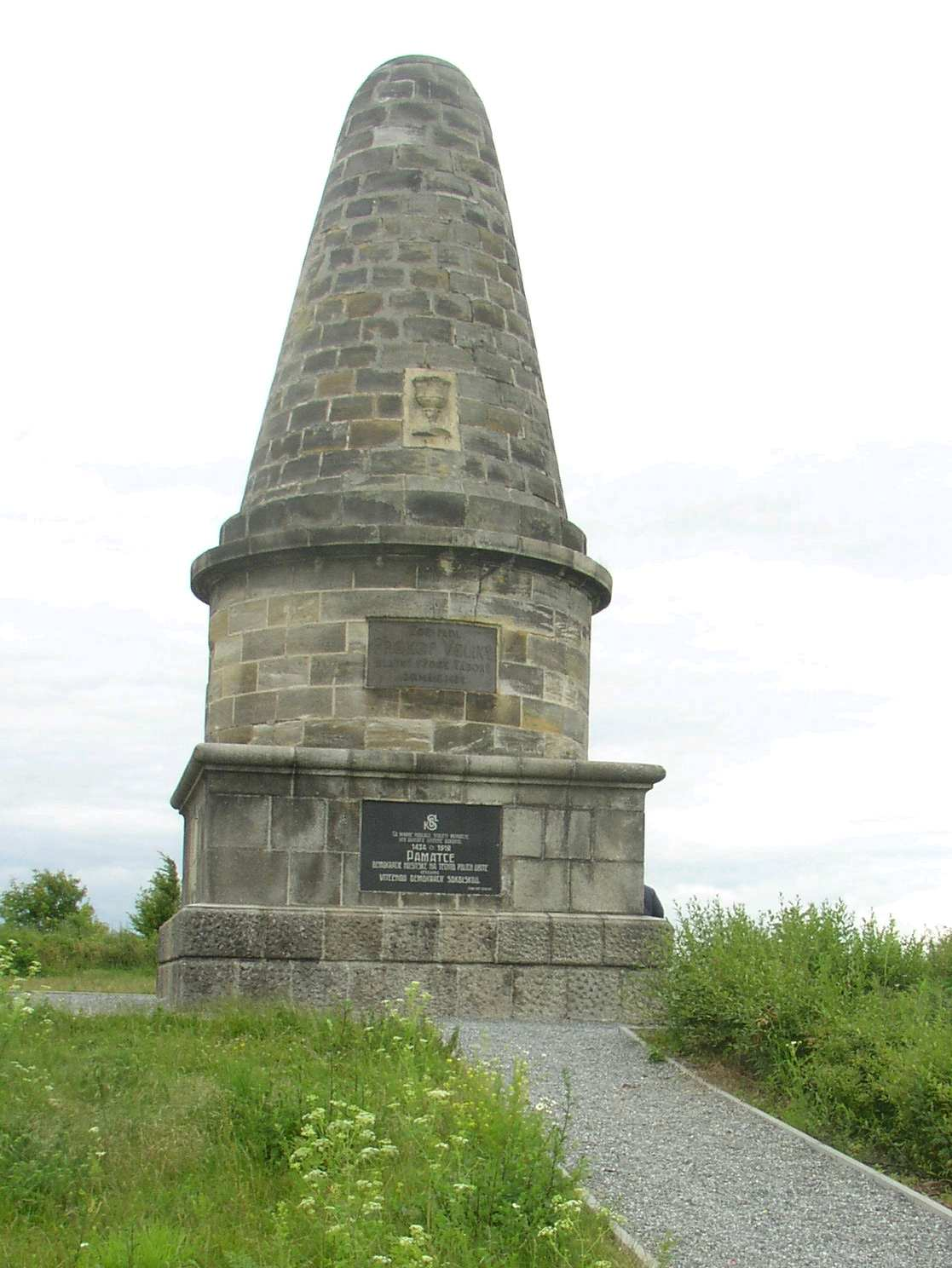
Denkmal der Schlacht von Lipan

- 30. Mai: Mit der Schlacht bei Lipan enden die Hussitenkriege. Die radikaleren Taboriten unter der Führung von Andreas Prokop sowie die Soldaten der Waisen, geführt von Jan Čapek ze Sán unterliegen den Truppen der Utraquisten unter Kelchbruder Diviš Bořek z Miletínka und katholischen Söldnern Kaiser Sigismunds in Böhmen. Andreas Prokop fällt in der Schlacht. Jan Čapek ze Sán kann zwar einen Teil seines Heeres retten, indem er sich in die in der Nähe befindliche uneinnehmbare Stadt Kolín zurückzieht, spielt aber militärisch keine weitere Rolle mehr. Die Schlacht endet mit einem Massaker, bei dem die Sieger den Großteil der Gefangenen liquidieren und den Kern der Taboriten auslöschen.
- Władysław III. wird als Nachfolger seines am 1. Juni verstorbenen Vaters Władysław II. Jagiełło König von Polen.
- Cosimo de’ Medici kehrt mit päpstlicher Unterstützung nach Florenz zurück und übernimmt die Macht in der Republik Florenz. Die mit den Medici konkurrierende Familie Albizzi unter dem Familienoberhaupt Rinaldo degli Albizzi muss in die Verbannung gehen.

#### Skandinavien

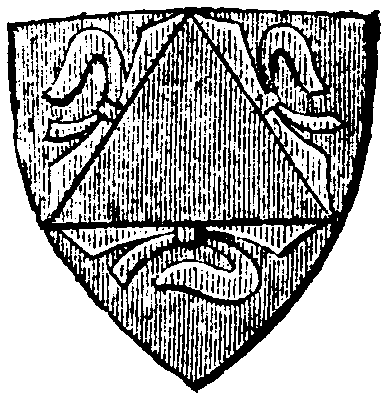
Engelbrekt Engelbrektssons Wappen

Unter Leitung des Bergmannes Engelbrekt Engelbrektsson bricht zur Mitsommerzeit in Dalarna der Engelbrekt-Aufstand in Schweden aus und verbreitet sich mit Duldung des Adels rasch in Svealand. Ursachen des anfänglich hauptsächlich von Bauern getragenen Aufstandes sind vor allem eine allgemeine Unzufriedenheit mit dem wachsenden Steuerdruck aufgrund der offensiven Außenpolitik von König Erik XIII. und mit der strengen Herrschaft der größtenteils ausländischen (dänischen und deutschen) Vögte. Unzufriedenheit herrscht auch im Adel, dessen Macht deutlich beschnitten worden ist, und in der Kirche über die königlichen Versuche, die Besetzung kirchlicher Ämter zu steuern. Zudem hat die Seeblockade der Hanse im Sundzollkrieg auch im schwedischen Hinterland eine Wirtschaftskrise ausgelöst, während der König zur Finanzierung des Krieges die Steuerschraube immer weiter anzieht. Als sich ihm auch Adlige anschließen, zieht Engelbrektsson mit seinem Heer nach Süden. Nach nur drei Monaten sieht sich König Erik zu einem Waffenstillstandsabkommen gezwungen.

#### Europäische Entdeckungsreisen

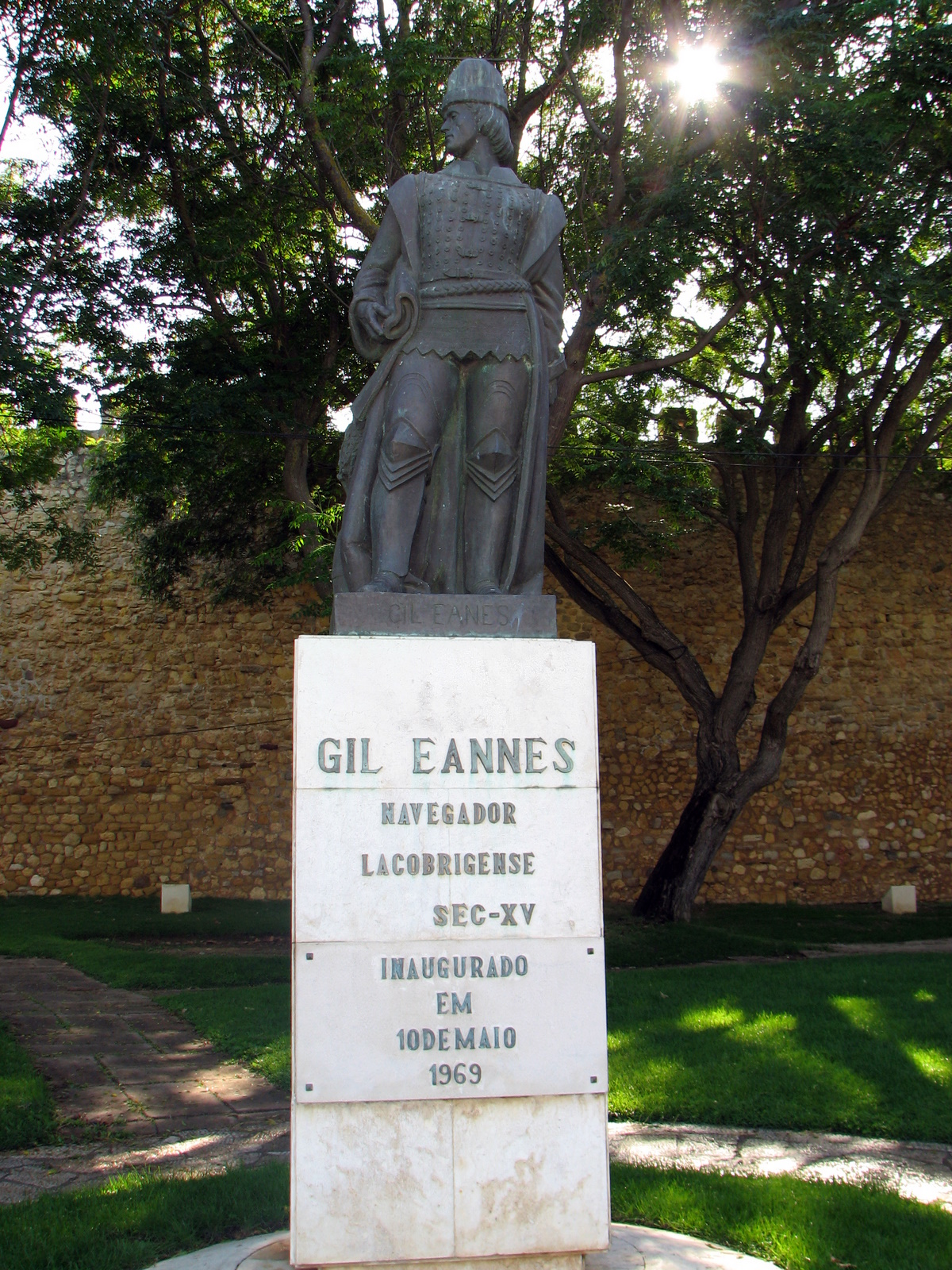
Statue für Gil Eanes in Lagos

Der portugiesische Seefahrer Gil Eanes umsegelt im Dienste von Heinrich dem Seefahrer bei seinem zweiten Versuch das Kap Bojador. Seit 1422 hat es 15 Versuche gegeben, das „Kap der Angst“ oder „Kap ohne Wiederkehr“ zu überwinden, das seit dem Mittelalter als das Ende der Welt galt, da südlich davon in einer kochenden See alles Leben durch die Sonne ausgelöscht und die Haut sich schwarz färben würde.

#### Afrika
- 19./20. Juni: Nach nur acht Monaten auf dem äthiopischen Thron stirbt Amda Jesus. Neuer negus wird Zara Yaqob. Zur Thronbesteigung muss er erst aus seinem königlichen Gefängnis auf Amba Geshen geholt werden, in dem er die letzten 20 Jahre verbracht hat.

#### Asien
- China unter der Ming-Kaiser Xuande und Japan unter dem Muromachi-Shogun Ashikaga Yoshinori errichten das Tosen-bugyō-System (唐船奉行) gegenseitiger Handelsmissionen. (niedergeschrieben im Mansai Jugo Nikki (満済准后日記))

### Wissenschaft und Technik
- Die Archive von China und Tibet werden fertiggestellt, ein tibetisches historisches Werk des Sakya-Mönchs Tagtshang Dzongpa Peljor Sangpo. Vom literarischen Genre ähnelt es im Wesentlichen den Roten Annalen, liefert aber ausführlichere Darstellungen historischer Ereignisse.
- In Sizilien wird die Universität Catania gegründet.

### Kultur
- 19. Oktober: Der Dresdner Striezelmarkt wird erstmals urkundlich erwähnt. Er geht zurück auf ein Privileg, das der sächsische Kurfürst Friedrich II. der Stadt ausstellt. Ursprünglich handelt es sich um einen eintägigen Fleischmarkt, auf dem sich die Bewohner nach den vorweihnachtlichen Fastentagen ihren Weihnachtsbraten auswählen können.

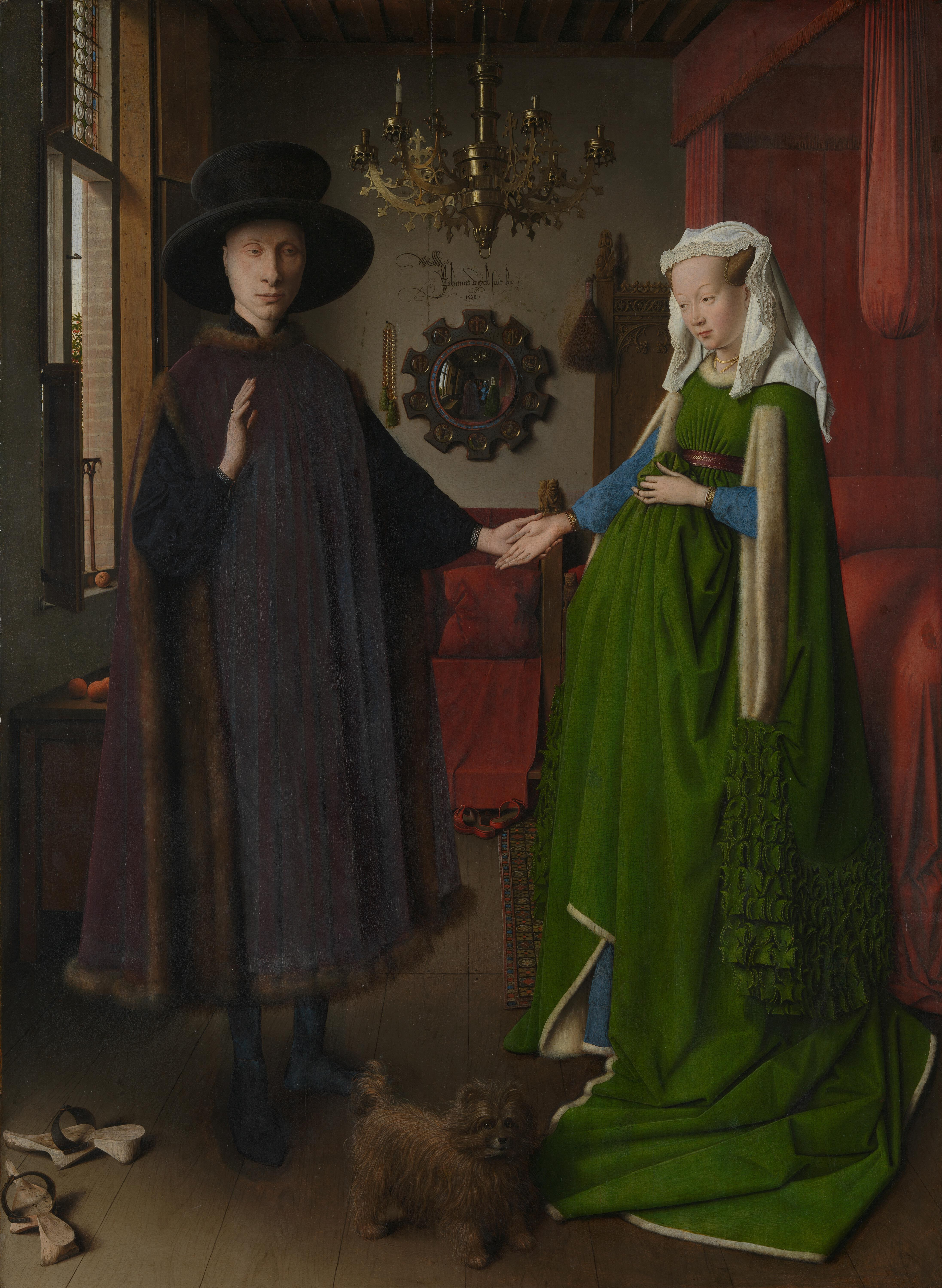
Arnolfini-Hochzeit

- Jan van Eyck malt in Brügge Die Arnolfini-Hochzeit in Öl auf Holz.

### Gesellschaft

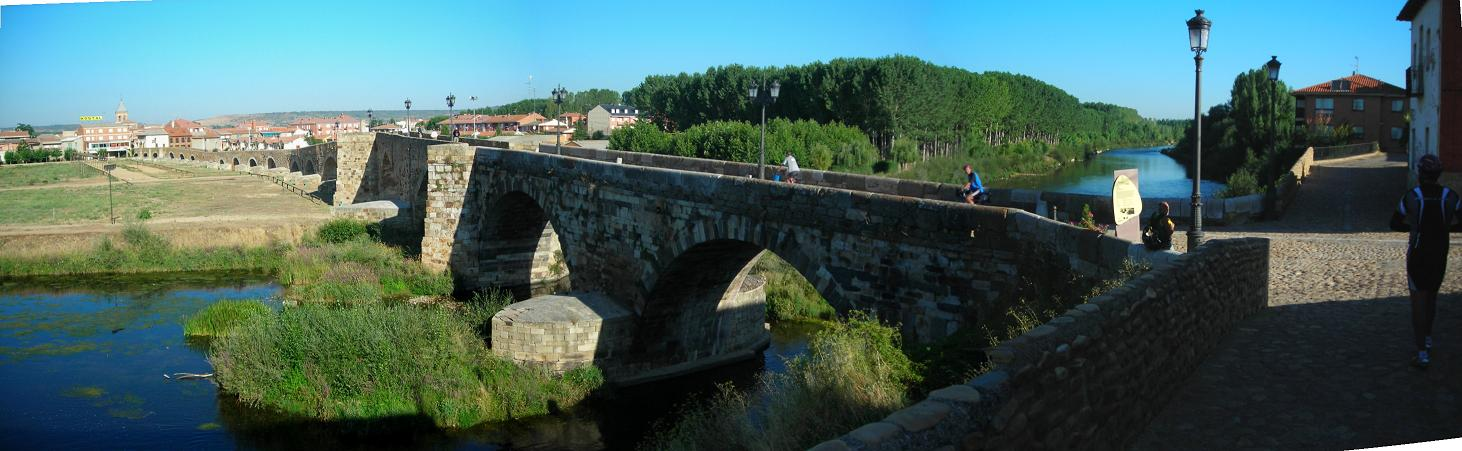
Die Brücke von Puente de Orbigo, Schauplatz des Paso Honroso

Der leónesische Ritter Suero de Quiñones fordert zwischen dem 10. Juli und dem 9. August auf der Brücke von Hospital de Órbigo alle nach Santiago pilgernden Ritter zu einem ritterlichen Zweikampf heraus, dem Paso Honroso. Nach der Überlieferung heißt es, Don Suero habe 300 Lanzen geritten und keinen Zweikampf verloren.
- Amadeus VIII., Herzog von Savoyen, stiftet den St. Mauritius-Orden.
- Burg Valmer wird erstmals in einer Urkunde erwähnt.

## Geboren

### Geburtsdatum gesichert
- 7. Januar: Adolf, Herzog von Bayern-München aus dem Haus Wittelsbach († 1441)
- 17. Januar: Antonio Grimani, Doge von Venedig († 1523)
- 8. Februar: Pere Miquel Carbonell, katalanischer Humanist, Dichter, Historiker und Notar († 1517)
- 9. März: Ashikaga Yoshikatsu, Shogun des Ashikaga-Shogunats († 1443)
- 12. März: Wilhelm III., Graf von Henneberg-Schleusingen († 1480)
- 13. Juni: Cristoforo della Rovere, italienischer Kardinal († 1478)
- 25. Juli: Jacopo da Volterra, italienischer Humanist († 1516)
- August: Sebastian I., deutscher Adliger, Graf von Ortenburg († 1490)
- 29. August: Janus Pannonius, Bischof von Fünfkirchen († 1472)
- 23. September: Jolande von Frankreich, Herzogin von Savoyen († 1478)

### Genaues Geburtsdatum unbekannt
- Johann II. von Baden, Erzbischof und Kurfürst von Trier († 1503)
- Markus von Baden, badischer Markgraf († 1478)
- Thomas Donatus, italienischer Dominikaner-Theologe und Patriarch von Venedig († 1504)
- Battista Guarino, italienischer Humanist († 1513)
- Konstantin Laskaris, byzantinischer Gelehrter († 1501)
- Kanō Masanobu, japanischer Maler († 1530)
- Ardicino della Porta, italienischer Kardinal († 1493)
- Johann II. von Rosenberg, böhmischer Adeliger aus dem Geschlecht der Rosenberger, Oberhauptmann in Schlesien und höchster böhmischer Kämmerer († 1472)
- Girolamo Basso della Rovere, italienischer Kardinal († 1507)
- Michael Wolgemut, deutscher Maler († 1519)
- Heinrich Zili, Schweizer Bürgermeister († nach 1500)

### Geboren um 1434
- Adrian I. von Bubenberg, bernischer Schultheiß und Kommandant in der Schlacht bei Murten († 1479)

## Gestorben

### Erstes Halbjahr
- 6. März: Heinrich Faber, deutscher Abt von Ochsenhausen
- 14. März: Thomas Chaucer, englischer Adliger (* um 1367)
- 5. Mai: Dietrich Engelhus, deutscher Lehrer und Autor (* um 1362)
- 5. Mai: Johannes Rothe, deutscher Stadtschreiber, Kanoniker, Historiker und Autor (* um 1360)
- 6. Mai: Friedrich von Laubenberg, Fürstabt von Kempten
- 30. Mai: Andreas Prokop, Heerführer der Hussiten (* um 1380)
- 1. Juni: Władysław II. Jagiełło, Großfürst von Litauen, König von Polen (* 1348)
- 11. Juni: Bernhard I., Herzog zu Braunschweig-Lüneburg, Fürst von Lüneburg und Braunschweig-Wolfenbüttel (* zwischen 1358 und 1364)
- 16. Juni: Johann Kuchelmund, Benediktiner und Abt der Abtei Niederaltaich (* nach 1350)
- 19./20. Juni: Amda Jesus, Kaiser von Äthiopien
- Juni: Maria von Berry, französische Adlige, Herzogin von Auvergne (* um 1367)

### Zweites Halbjahr
- 4. August: Konrad von Zwole, mährischer Adliger, Bischof von Olmütz
- 26. August: Margarete von der Pfalz, deutsche Adlige, Herzogin von Lothringen (* 1376)
- 15. Oktober: Euphemia Stewart, Tochter des schottischen Königs Robert II. (* vor 1375)
- 12. November: Ludwig III., französischer Adliger, Titularkönig von Neapel, Herzog von Anjou und Touraine (* 1403)
- 30. November: Johann II. von Schleinitz, deutscher Bischof von Naumburg
- 15. Dezember: Enrique de Villena, spanischer Gelehrter, Autor und Übersetzer (* 1384)

### Genaues Todesdatum unbekannt
- Abd al-Aziz II., Kalif der Hafsiden in Ifriqiya
- Juan Alfonso de Baena, kastilischer Troubadour (* um 1375)
- Jean I. de Bourbon, französischer Adliger, Herzog von Bourbon (* 1381)
- Puta der Jüngere von Častolowitz, böhmischer Adliger, Pfandherr von Glatz, Frankenstein und Münsterberg
- Johann Darsow, deutscher Ratsherr der Hansestadt Lübeck
- Konrad von Dhaun, deutscher Kurfürst, Erzbischof von Mainz (* um 1380)
- Leonhard Murer, deutscher Steinmetz und Dombaumeister